# Senatul Statelor Unite ale Americii
Senatul Statelor Unite ale Americii (conform denumirii originale din engleză, [The] United States [of America] Senate) este una din cele două camere ale ansamblului legislativ federal, parlamentul american, care se numește Congresul Statelor Unite ale Americii. Alături de cealaltă cameră legislativă, Camera Reprezentanților, cu care împarte atribuțiile legislative federale, Senatul poate fi formal considerat camera superioară a legislativului Statelor Unite ale Americii.
În Senatul Statelor Unite, fiecare stat al Statelor Unite, indiferent de numărul locuitorilor săi, este egal reprezentat de către doi senatori, care sunt aleși pentru o perioadă de șase ani prin vot direct de către populația statului respectiv.  Alegerile pentru senatori au loc din doi în doi ani, în anii pari, aproximativ o treime din senatori fiind aleși sau realeși cu aceste ocazii.  Anii 2004, 2006 și 2008, spre exemplu, au fost ani de alegeri, fiecare din ei, pentru câte o treime din senatori. Astfel, ciclul de realegere și reînnoire completă a Senatului este de șase ani, număr evident identic cu durata mandatului oricărui senator.
Astfel, Senatul SUA este constituit din cei 2 x 50 state ale SUA = 100 senatori, la care se adaugă vicepreședintele în exercițiu al Statelor Unite, care este, conform legii, și președinte al Senatului, dar nu este senator. Acesta nu are drept de vot în Congress, și nu intervine în hotărârile și voturile Senate-ului decât dacă există un scor de 50 la 50 (așa numitul break tie vote). În acest caz rar, votul său înclină balanța decisiv în favoarea unei părți.
În realitate, vicepreședintele SUA acționează rar ca președinte al Senatului, cu excepția situaților care necesită un „break tie vote” sau în cazuri ceremoniale. În mod uzual, această funcție este îndeplinită de Președintele „pro tempore”, care este de obicei senatorul cu senioritate maximă al partidului majoritar din Senat.  Adesea, președintele „pro tempore” desemnează un membru al partidului său, de obicei prin rotație, pentru a servi ca președinte activ al unei anumite zile.

## Prezentare generală a Senatului Statelor Unite

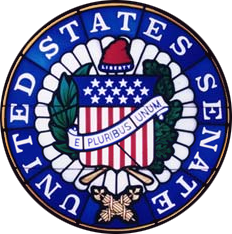
Imaginea sigiliului Senate-ului SUA.

Senatul Statelor Unite este privit, și în chip firesc, ca o entitate legislativă mai mult dedicată deliberărilor decât Camera Reprezentanților (House of Reprezentatives); Senate-ul este mai mic ca număr (100 de senatori comparativ cu 435 de reprezentativi), membrii săi sunt aleși pe o perioadă de trei ori mai mare de timp (șase ani comparativ cu doi ani), permițând tratări mult mai colegiale și mai puțin confruntaționale ale problemelor, datorită unei atmosfere care este mult mai puțin fluctuantă așa cum este atitudinea membrilor camerei inferioare, care este puternic ancorată în părerea mereu schimbătoare a opiniei publice.
În același timp, Senate-ul are puteri exclusive garantate de Articolul Întâi al Constituției Statelor Unite ale Americii, care nu sunt oferite și camerei inferioare a parlamentului american.  Printre altele, mai importantă decât toate celelalte puteri investite, președintele Statelor Unite nu poate semna tratate sau stabili întâlniri importante fără sfatul și aprobarea Senate-ului (așa numita funcție de "advice and consent").
Creatorii Constituției Statelor Unite au creat un parlament (Congress) bicameral pentru că au dorit ca cele două camere ale entității legislative să fie capabile de a se controla reciproc.  Camera inferioară, House of Representatives, a fost concepută de a fi mult mai sensibilă la părerea opiniei publice, a fi o adevărată cameră a poporului.  Camera superioară, Senate, a fost concepută în ideea de a fi mult mai rezervată, un forum al înțelepciunii și bunului simț, reprezentând legislaturile diferitelor state ce alcătuiesc Statele Unite.
Constituția prevede ca orice document ce ține de legislație să fie aprobat de către ambele camere.  Puterile exclusive pe care doar Senate-ul le are, și care sunt enumerate concret în Constituție, sunt considerate a fi mai importante decât cele care constituie apanajul exclusiv ale House of Representatives.  Ca atare, responsabilitățile Senate-ului, "Camera Superioară" a Congress-ului,        sunt mai extensive și intensive decât cele ale House of representatives, "Camera Inferioară."
Denumirea Senate-ului Statelor Unite a fost făcută după denumirea Senatului Romei Antice.  În timp ce Senate-ul ocupă aripa de nord a clădirii Capitoliului Statelor Unite ale Americii din Washington D.C., capitala federală a SUA, House of Representatives, ocupă aripa sudică a aceleiași clădiri.